# Gesellschaft für die Volksmusik in der Schweiz
Die Gesellschaft für die Volksmusik in der Schweiz (GVS, französisch La Société pour la musique populaire en Suisse, italienisch Società per la musica popolare in Svizzera) wurde 1979 auf Initiative der nationalen schweizerischen UNESCO-Kommission gegründet. Sie bezweckt die Erforschung und Förderung der schweizerischen Volksmusik, namentlich der traditionellen Musik, und deren landesweite Anerkennung. Sie vertritt die Interessen der Volksmusik gesamthaft und im Einzelnen. Sie arbeitet hierzu mit zielverwandten Institutionen zusammen. Zu ihrem Tätigkeitsbereich gehören u. a. die Herausgabe oder Unterstützung von Publikationen wie Literatur, Lehrmittel, Tonträgern und des jährlich erscheinenden Bulletins.
2008 liess sich die GVS im Handelsregister des Kantons Uri eintragen und hat seither ihren Sitz in Altdorf.